# Francisca Celsa dos Santos
Francisca Celsa dos Santos (Cascavel, 21 ottobre 1904 – Fortaleza, 5 ottobre 2021) è stata una supercentenaria brasiliana vissuta 116 anni e 349 giorni. Fu la terza persona più longeva vivente la cui età sia stata confermata al momento della sua morte, alle spalle della 119enne giapponese Kane Tanaka e della 118enne francese Lucile Randon, e insieme alla Randon era una delle ultime due persone viventi al mondo nate nell'anno 1904.
È stata dal 16 ottobre 2017 la donna più anziana del Brasile, mentre dal 2019 è stata la persona più vecchia mai registrata nel paese e il 4 ottobre 2021 è diventata la più anziana di sempre in tutta l'America Latina, superando per soli due giorni il precedente primato detenuto da María Capovilla.
Occupa ad oggi il tredicesimo posto nella lista delle persone più longeve accertate. 
È stata la persona più anziana di sempre a non essere divenuta decana dell'umanità.

## Biografia
Nacque il 21 ottobre del 1904 (o il 22, secondo quanto da lei sostenuto), figlia di Raimundo Gertrudes dos Santos e di Maria Antonia do Espirito Santo, nella città di Cascavel, nello Stato brasiliano del Ceará. 
Lavorò nel campo delle pulizie di casa, divenendo poi una venditrice di panni di pizzo.
Prima del 1935 si sposò in una chiesa locale con Raimundo Celso (1905-1979); ebbero sei figli: Maria Celsa (1935), Raimundo Celso Jr. (1936), Jose Celso dos Santos (1939), Gerson Celso dos Santos (1940), Maria Nazete (1946) e Maria Zelia (1948). Prima della nascita di Maria Zelia i due coniugi si recarono allo stato civile della città di Pacajus per segnalare la propria unione. Francisca continuò a vivere con la famiglia a Pacajus sino alla morte del marito.
Il marito di Francisca, Raimundo, morì il 4 settembre del 1979; la futura supercentenaria si trasferì allora a Messejana (nell'area metropolitana di Fortaleza, città della regione nordest del Brasile), vivendo con una delle figlie, Maria Nazete.
All'età di 85 anni si ammalò gravemente, venendo trasportata in ospedale; tuttavia, col consenso della famiglia, decise di stare invece a casa della cognata. Sarebbe poi guarita.
Dal 2012 non era più in grado di camminare autonomamente, venendo monitorata dal nipote dottore.
Il processo di convalida dell'età di Francisca ha avuto inizio a novembre del 2019, terminando il 9 luglio 2020, dopo numerose peripezie dovute al difficoltoso rintracciamento dei documenti di nascita.
A 115 anni aveva rari momenti di lucidità, ma senza avere problemi di salute e non assumeva medicinali. A giugno 2020 solo tre dei suoi figli erano ancora in vita: Maria Celsa (85), Maria Nazete (74) e Maria Zelia (72).
Fino alla sua morte risiedeva a Messejana, con la nipote come badante.
Nello stesso luogo, ha festeggiato i suoi 116 anni, il 21 ottobre 2020. 
Si è spenta il 5 ottobre 2021 all'età di quasi 117 anni, che avrebbe compiuto solamente 16 giorni dopo, a seguito di una polmonite.